# Bisdom Barra do Piraí-Volta Redonda
Het bisdom Barra do Piraí-Volta Redonda (Latijn: Dioecesis Barrensis de Pirai-Voltaredondensis) is een rooms-katholiek bisdom met als zetels Barra do Piraí en Volta Redonda, in Brazilië. Het bisdom is suffragaan aan het aartsbisdom São Sebastião do Rio de Janeiro.

## Geschiedenis
Het bisdom werd opgericht op 4 december 1922, uit delen van het bisdom Niterói, als bisdom Barra do Piraí. Op 26 januari 1965 veranderde het van naam naar bisdom Barra do Piraí-Volta Redonda. 

## Parochies
Het bisdom had in 2020 een oppervlakte van 4.624 km2 en telde 837.600 inwoners waarvan 73,5% rooms-katholiek was.

## Bisschoppen
- Guilherme Müller (14 december 1925 - 11 december 1935)
- José André Coimbra (26 februari 1938 - 8 juni 1955)
- Agnelo Rossi (5 maart 1956 - 6 september 1962)
- Altivo Pacheco Ribeiro (4 april 1963 - 27 juni 1966)
- Waldyr Calheiros Novaes (20 oktober 1966 - 17 november 1999)
  - Vital João Geraldo Wilderink (hulpbisschop: 5 juni 1978 - 21 april 1980)
- João Maria Messi (17 november 1999 - 8 juni 2011)
- Francesco Biasin (8 juni 2011 - 13 maart 2019)
- Luiz Henrique da Silva Brito (13 maart 2019 - heden)

São Sebastião do Rio de Janeiro (aartsbisdom) · Barra do Piraí-Volta Redonda · Duque de Caxias · Itaguaí · Nova Iguaçu · Valença